# Программный автомат экспозиции
Програ́ммный автома́т, Програ́ммная ли́ния (англ. Program AE) — режим автоматического управления экспозицией фотоаппарата, при котором оба экспозиционных параметра — выдержка и диафрагма — устанавливаются автоматически на основе экспозамера и заложенной производителем программной линии. Последняя представляет собой закон изменения диафрагмы и выдержки в зависимости от экспозиции и друг от друга. Аналогичный режим может быть использован в видеокамерах с единственным отличием: диапазон регулировки выдержки ограничен максимальной длительностью телевизионного поля.

Обозначение P соответствует программному автомату на дисках режимов большинства современных фотоаппаратов

## Особенности
Впервые программный автомат реализован  в 1959 году в любительском фотоаппарате «Agfa Optima». В СССР программной автоматикой оснащались только незеркальные любительские камеры, наиболее совершенным из которых был дальномерный «Сокол-Автомат». Современный многопрограммный автомат на базе цифрового микропроцессора появился в 1978 году в зеркальной камере «Canon A-1». До этого автоматическая установка экспозиции была возможна только в режимах приоритет диафрагмы и приоритет выдержки. В современных фотоаппаратах обязательными являются все три режима, а также полуавтоматический «M».
На диске режимов фотоаппарата программный автомат традиционно обозначается латинской буквой «P» (англ. Program AE) и составляет часть так называемой «творческой зоны», предназначенной главным образом для профессионалов. Светочувствительность и другие параметры в режиме программного автомата устанавливаются вручную, поэтому фотолюбители предпочитают ему полностью автоматический режим «зелёной зоны» (или англ. Auto), когда все параметры съёмки устанавливаются автоматически. 
Фотограф, снимая в режиме программного автомата, не может контролировать самостоятельно выдержку или диафрагму, освобождая внимание для других операций. В наиболее совершенных любительских и в большинстве профессиональных фотоаппаратов в этом режиме предусмотрена возможность сдвига программы, когда фотограф может изменять соотношение параметров в ту или иную сторону. При этом увеличение выдержки автоматически компенсируется уменьшением относительного отверстия, сохраняя правильную экспозицию. Изменение уровня экспозиции возможно при помощи экспокоррекции.

## Сюжетные режимы

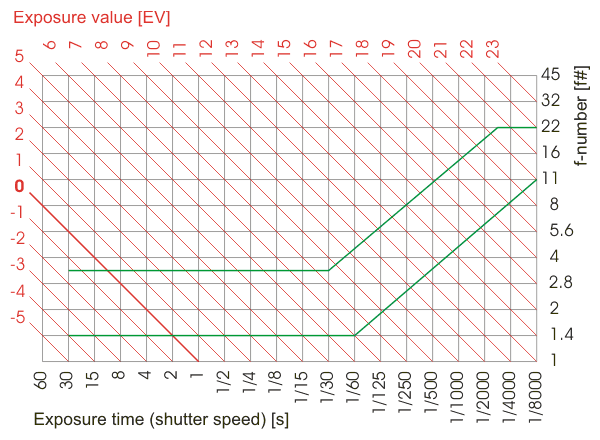
Экспозиционная диаграмма, на которой двумя зелёными кривыми обозначены две программные линии. Нижняя линия соответствует «портретной» программе, верхняя — «пейзажной». Видно, что в «портретной» программе тем же экспозициям, обозначенным наклонными красными осями, соответствуют меньшие значения диафрагмы, чем в «пейзажной»

Усреднённый программный режим, как правило, предусматривает изменение выдержки и диафрагмы в равных пропорциях, не отдавая приоритета ни одному из параметров. Такой закон изменения приемлем для большинства сюжетов. Однако, в некоторых случаях предпочтительны короткие выдержки при больших относительных отверстиях, или наоборот. Фотоаппараты, снабжённые несколькими программными линиями, называются многопрограммными автоматами. Первые из них — Canon T70 и Ricoh XR-P — оснащались кроме стандартной ещё двумя программными линиями, которые обычно назывались в обиходе «спортивной» и «пейзажной» программами. В «спортивной» программе приоритет отдавался коротким выдержкам, в «пейзажной» — малым относительным отверстиям, обеспечивающим наибольшую глубину резкости. При этом общая экспозиция всегда остаётся неизменной. 
В дальнейшем эти программные линии получили развитие в любительской фототехнике и видеокамерах, как «сюжетные программы».
Наиболее распространённые названия сюжетных программ: «пейзаж», «портрет», «спорт», «дети», «пляж», «снег», «макро», «ночная съемка», «текст», «закат» и другие. Так, например, в режиме «портрет», практически аналогичном «спортивной» программе, по мере увеличения освещённости, диафрагма остается максимально открытой, а уменьшается выдержка. Если же требуемая выдержка выходит за рамки возможностей затвора, то уменьшается диафрагма. Режимы типа «спорт» стремятся обеспечить выдержку не длиннее определённой (например 1/250 сек). Зачастую выбор одного из сюжетных режимов влияет не только на программную линию (то есть логику приоритета выбора диафрагмы или выдержки), но и на некоторые дополнительные возможности камеры. Например: следящий или однократный автофокус, автоматический выбор светочувствительности и баланса белого, режим работы вспышки, тон изображения, режим экспозамера и другие.

## Сходные режимы
Разновидностью программного автомата, нашедшей применение в цифровых фотоаппаратах и видеокамерах, можно считать режим так называемой «зелёной зоны», когда кроме выдержки и диафрагмы автоматически выбирается светочувствительность. Кроме того, решение о необходимости включения встроенной вспышки также принимается автоматикой. Этот режим полностью избавляет оператора от необходимости вмешательства в процесс съёмки, но в некоторых случаях неприемлем из-за особенностей аппаратной логики. Программа настроена таким образом, чтобы выбирать наименьшую возможную чувствительность из соображений минимальных шумов. При съёмке в условиях низкой освещённости это может привести к недопустимо длинным выдержкам. В определённых ситуациях автоматическое включение вспышки также неприемлемо, поэтому «зелёная зона» используется только в любительской практике.

### Pdepth
«Pdepth» — разновидность программного автомата, в котором сдвиг программы реализуется изменением значения диафрагмы.

### Pspeed
«Pspeed» — режим программной линии, в котором сдвиг программы реализуется изменением выдержки.

### SV
«SV» — разновидность программного режима, в котором фотограф имеет дополнительную возможность оперативной регулировки чувствительности. Характерно для фотоаппаратов Pentax.

### TAv
Противоположен режиму «Sv»: выдержка и диафрагма устанавливаются пользователем, а чувствительность матрицы выставляется автоматически, на основе общей освещённости. Используется, например, в Pentax K200D.